# Louis Duchesne
Louis Marie Olivier Duchesne /dyˈʃɛn/ (Saint-Servan-sur-Mer, 13 settembre 1843 – Roma, 21 aprile 1922) è stato un presbitero, filologo e insegnante francese, studioso (filone critico) della cristianità, della liturgia e delle istituzioni cattoliche.

## Biografia

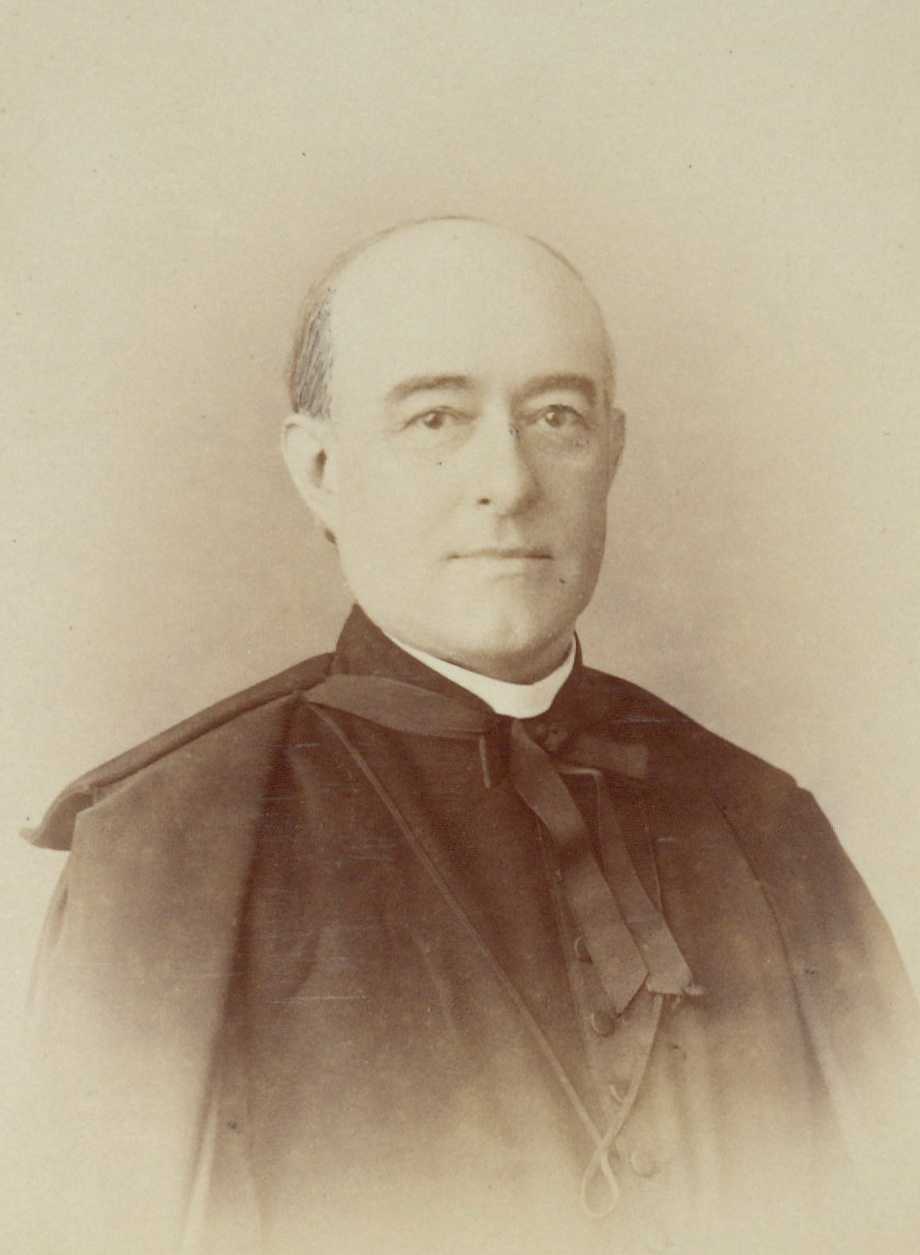
Louis Duchesne

Ultimo di cinque fratelli, figli di Anne-Marie Renée Gourlay e di Jacques Duchesne, la sua era una modesta famiglia di marinai cattolici e antichi corsari bretoni. Nel 1849, all'età di 6 anni, rimase orfano per la scomparsa del padre al largo di Terranova nel naufragio del peschereccio Euphémie. In quello stesso anno, anche il fratello maggiore Jean-Baptiste scampò al naufragio dell'Etoile du matin mentre partecipava a una missione marista in Oregon.
Fu ordinato sacerdote nel 1867.  Louis Duchesne insegnò per molti anni a Saint-Brieuc, quindi si recò a studiare a Parigi, dove fu influenzato dal riformista Alfred Firmin Loisy, un fondatore del fallito movimento di riconciliazione tra cattolicesimo e scienza, scienze moderne e filosofia, chiamato Modernismo teologico che fu condannato dalla Chiesa cattolica durante il pontificato di papa Pio X verso il 1907. Nel 1876 divenne membro dell'École française de Rome; successivamente ne fu direttore. Si dilettava di archeologia e organizzò spedizioni da Roma a Monte Athos, in Siria e in Asia minore, da cui prese interesse alla storia ecclesiastica dei primi secoli.
Nel 1887 pubblicò i risultati della sua tesi, seguiti dalla prima edizione critica completa del Liber Pontificalis (anche Theodor Mommsen stava lavorando a un'edizione critica dell'opera, ma non riuscì a portarla a compimento). In un'epoca difficile per la storiografia critica che applicava metodi moderni alla storia ecclesiastica, cercando una convergenza tra archeologia e topografia per suffragare le fonti letterarie, e descrivendo gli eventi ecclesiastici nel contesto della storia sociale, l'abbé Duchesne era in costante corrispondenza con storici dello stesso filone fra i Bollandisti, che lavoravano a edizioni critiche delle agiografie.
Scrisse anche Les Sources du martyrologe hyéronimien ("Fonti del martirologio geronimiano"), Origines du culte chrétien ("Origini del culto cristiano"), Fastes épiscopaux de l'ancienne Gaule ("Fasti episcopali dell'antica Gallia") e Les Premiers temps de l'État pontifical ("Le origini dello Stato pontificio"). Queste opere ricevettero il plauso universale, tanto da essere nominato commendatore della Legion d'onore. La sua Histoire ancienne de l'Église ("Storia antica della Chiesa"), di impianto storico più che teologico, ottenne l'imprimatur all'edizione francese, fu messa all'Indice nel 1912 dopo la traduzione italiana di Nicola Turchi; Duchesne si sottomise e sospese la pubblicazione del quarto volume che uscì poi postumo a cura di Henri Quentin col titolo L'Église au VIe siècle [La Chiesa nel VI secolo].
Nel 1888 divenne membro dell'Académie des inscriptions et belles-lettres, nel 1895 dell'Accademia delle Scienze di Torino e nel 1910 ebbe un seggio all'Académie française.

## Opere
- (FR) Étude sur le Liber Pontificalis : suivie de I : Recherches sur les manuscrits archéologiques de Jacques Grimaldi par Eugène Müntz, II : Étude sur le Mystère de Sainte Agnès par Léon Clédat, collana Collezione Bibliothèque des Écoles françaises d'Athènes et de Rome ; 1, Paris, Ernest Thorin éditeur, 1877,  pp. 1-221.
- (FR) Louis Duchesne, De Macario Magnete et scriptis ejus, Paris, Friedrich Klincksieck, 1877.
- (FR) La question de la Pâque au Concile de Nicée, Paris, Librairie Victor Palmé, 1880.
- (FR) De Codicibus Mss. Græcis Pii II in Bibliotheca Alexandrino-Vaticana, collana Collezione Bibliothèque des Écoles françaises d'Athènes et de Rome ; 13, Paris, Ernest Thorin éditeur, 1880.
- (FR) Étude sur l'histoire de l'Église romaine au milieu du VIe siècle, in Vigile et Pélage, Paris, Librairie Victor Palmé, 1884.
- (FR) Extrait de la Revue Poitevine et Saintongeoise du 15 juillet 1885, in La crypte de Mellebaude et les prétendus martyrs de Poitiers, Melle, imprimerie de Ed. Lacuve, libraire-éditeur, 1885.
- (FR) Le Liber Pontificalis : Texte, introduction et commentaire, collana Collezione Bibliothèque de l'École française de Rome, 2, Paris, Ernest Thorin, vol 1 : 1886, vol. 2 : 1892.
- (FR) Les anciens catalogues épiscopaux de la province de Tours, Paris, Ernest Thorin, 1890.
- (FR) Mémoire sur l'origine des diocèses épiscopaux dans l'ancienne Gaule, Nogent-le-Rotrou, Daupeley-Gouverneur, 1890.
- (FR) La Primatie d'Arles, III, Daupeley-Gouverneur, estratto da Mémoires de la Société nationale des antiquaires de France, 1893.
- (FR) Les premiers temps de l'Etat pontifical (754-1073), Paris, Albert Fontemoing, 1898.
- (FR) Le Concile de Turin, in Extrait de la "Revue historique", T. LXXXVII, Nogent-le-Rotrou, Daupeley-Gouverneur, 1905.
- (FR) Histoire ancienne de l'Église, Paris, Fontemoing & Cie, 1907-1910.
  -  Storia della Chiesa antica: prima traduzione italiana sulla quinta edizione francese riveduta ed approvata dall'Autore (3 voll.) [Histoire ancienne de l’Église], Roma, Desclée e C.i., 1911. (Vol. I, Vol. II, vol. III)
- (FR) Fastes épiscopaux de l'ancienne Gaule, I : Provinces du Sud-Est, 2ª ed., Paris, A. Fontemoing, 1907.
- (FR) Fastes épiscopaux de l'ancienne Gaule, II : L’Aquitaine et les Lyonnaises, 2ª ed., Paris, A. Fontemoing, 1910.
- (FR) Fastes épiscopaux de l'ancienne Gaule, III : Les provinces du Nord et de l’Est, 2ª ed., Paris, A. Fontemoing, 1915.
- (FR) Étude sur la liturgie latine avant Charlemagne, in Origines du culte chrétien, 5ª ed., Paris, E. De Boccard, 1920  [1889].
- (FR) Henri Quentin (a cura di), L'Église au  VIe siècle, Paris, E. de Boccard, 1925.